# 劉岱 (東萊)
劉 岱（りゅう たい、?- 192年）は、中国後漢末期の人物。字は公山。青州東萊郡牟平県（山東省煙台市牟平区）の人。『後漢書』劉寵伝、『三国志』武帝紀・程昱伝にまとまった記述がある。
漢の宗族の一人で、揚州牧劉繇の兄。劉岱の家統は前漢の高祖に繋がり、孫の悼恵王庶子で斉孝王劉将閭の少子である牟平共侯劉渫の直系子孫に当たる。平原郡の県令劉本（劉丕とも）の孫で、山陽太守劉輿（劉方とも）の子。また、会稽太守劉寵の甥で、劉韙の従子。

## 生涯
『後漢書』に引用された『呉志』によると、劉岱は弟と共に清廉で人望のある漢王室ゆかりの兄弟として知られており、二人を推挙した平原の陶丘洪は、彼らのことを「若し明君をして公山（劉岱）を前に用いらしめ、後に正礼（劉繇）を擢けば、所謂長塗に二龍を御し、千里に騏驥を騁す、亦た可からずや（もしも名君に劉岱を先に用いらせ、その後に劉繇を引き抜き用らせたならば、所謂長い道程において二匹の龍を操り、千里の道において一日に千里を行く二頭の駿馬を走らせるようなものです。なんとよいことではないでしょうか）。」と評価した。
侍中として朝廷に仕えていたが、董卓が実権を掌握すると、董卓の名士優遇策の一環として兗州刺史として下向、中央政治より離れた（董卓伝）。謙虚な姿勢をとったため、人心を集めたという評が残されている（後漢書）一方、程昱など招聘に応じなかった者もいた（程昱伝）。
初平元年（190年）、袁紹を盟主として山東の諸侯が董卓に対して討伐軍を起こした際、これに呼応して反董卓連合軍の一人として参加している（武帝紀）。劉岱は張邈・袁遺・橋瑁・鮑信・曹操と共に酸棗の地に駐屯したが、酒宴をするのみで積極的に董卓と戦おうとせず、曹操に叱責された（武帝紀）。やがて兵糧が尽きて軍を解散させている（『後漢書』）。まもなく、同じ反董卓軍の一人であった橋瑁と対立し彼を殺害、王肱を東郡太守にしている（武帝紀）。
袁紹・公孫瓚と親しい関係にあり、袁紹は自分の家族を預け、公孫瓚は范方という部将に騎兵を率いさせ、劉岱の元に派遣していた。まもなく袁紹と公孫瓚が対立すると、公孫瓚は袁紹の家族を差し出すよう劉岱に圧力をかけた。公孫瓚とも友好関係にあった劉岱は判断に迷い、別駕であった王彧の勧めで程昱に相談を持ちかけた。程昱は「公孫瓚が一時的に優勢となっているが、結局は袁紹に敗れるだろう」と言い、劉岱はその言葉に従った。公孫瓚は軍勢を引き上げさせたが、それが公孫瓚の下に辿り着く前に袁紹に敗れた。劉岱は改めて程昱を騎都尉に任命しようとしたが、病気を理由に辞退された（程昱伝）。
その後、青州の黄巾軍残党勢力が兗州に侵攻してきた。この対応を協議する中で鮑信は「黄巾軍は百万ともいう圧倒的勢力を誇り、その勢いは衰えることを知らないため、鎮圧することは難儀を極めるだろう。ここは籠城すべきである」と献策した。しかし、劉岱はこの進言を聞き入れることなく出陣し、敢え無く討死してしまった。その後、この乱を鎮圧した曹操が兗州刺史を継承することになった（武帝紀）。

## 三国志演義における劉岱
小説『三国志演義』では劉岱は、青州黄巾党侵攻後も生存して曹操の家臣として仕え、徐州で曹操に謀反を起こした劉備と戦い、劉備配下の張飛の策で捕らえられ、後に曹操の元へ釈放される。曹操の怒りに触れ処刑されそうになるが、この時は孔融の取りなしで降格処分で済まされたとされ、正史における曹操配下の同名の武将劉岱 (小沛)の事績と一部混同が見られる。